# Podmornice klase Akula
Projekt 941 ili Akula, ruski "Акула" ("Morski pas") klasa podmornica NATO naziva Typhoon  vrsta je nuklearnih podmornica nosača interkontinentalnih balističkih projektila građenih u Sovjetskom savezu tijekom 1980-ih. Zaronjene istiskuju 48,000 tona, što ih čini najvećim podmornicama koje su ikad sagrađene. Dovoljno su prostrane da posadi omoguće udoban život tijekom mjeseci koje mogu provesti zaronjene. Izvor NATO-vog naziva nije sasvim jasan, često se povezuje s Brežnjevljevim spominjanjem riječi "Typhoon" ("Тайфун") tijekom govora 1974. godine u kojem opisuje novu vrstu podmornica nosača balističkih projektila. Sovjeti su za ovu vrstu podmornica imali doktrinu prema kojoj bi lansirali projektile dok su se nalazile ispod arktičkog leda kako bi izbjegle trokut između Velike Britanije, Islanda i Grenlanda u kojem su zapadne sile državale trajne ophodnje svojim podmornicama. Ove podmornice su u mogućnosti lansirati balističke projektile i dok su usidrene u svojim bazama.

## Opis
Podmornice Akula među najtišima su u ruskoj floti, tiše su, a ipak pokretljivije od svojih prethodnika. Osim balističkih raketa, ova vrsta podmornica ima i šest torpednih cjevi od kojh su četiri prilegođene lansiranju raketa brod-brod RPK-2 (SS-N-15) ili Torpeda tipa 53, apreostale dvije cijevi prilagođene su lansiranju raketa brod-brod RPK-7 (SS-N-16) ili torpeda tipa 65, iz ovih cijevi mogu se polagati i protubrodske mine. Podmornice klase Akula mogu ostati zaronjene do 120 dana u uobičajenim okolnostima ili duže ako tako procijeni zapovjednik, primjerice u slučaju nuklearnog rata. Osnovno naoružanje podmornice sasatoji se od 20 raketa R-39, NATO oznake SS-N-20, koje su interkontinentalne balističke rakete svaka s po deset nezavisno vođenih nuklearnih bojnih glava snage po 200 kT.
Podmornice klase Akula sastoje se od više čvrstih trupova ujedinjenih u jednu cjelinu, što ih čini mnogo širim od uobičajenih podmornica te ujedno mnogo žilavijim. Tijelo ovih podmornica čine dva čvrsta trupa podmornica Delta klase smještena jedan do drugoga, zapovjedni most i glavni upravljački sustavi smješteni su u treći čvrsti trup u osnovi tornja; još su dva čvrst trupa sastavni dijelovi ove podmornice: torpedni dio (na prednjem dijelu) te dio s kormilom i njegovim upravljačkim dijelom. Cjelokupna podmornica podijeljena je na devetnaest vodonepropusnih odjeljaka. Ovako konstruirana podmornica vrlo je otporna na moguće naplavljivanje nekog od čvrstih trupova posebice jer se svaki od nuklearnih reaktora nalazi u odvojenom čvrstom trupu pa bi pri proboju vode u jedan od njih zadržala i mogućnost plovidbe. Posebnosti Akule su smještaj bunara s balističkim projektilima ispred zapovjednog tornja, posebno robusna konstrukcija osnove tornja i smještaj prednjih krila za stabilizaciju u trup a ne toranj. Sve ove konstrukcijske različitosti od bilo koje druge vrste podmornica rezultat su napora konstruktora kako bi omogućili izranjanje i probijanje leda bez oštećenja na dalekom sjeveru. Ogromnu cijenu ovih podmornica uvjetovla je i izrada njenog vanjskog trupa od titanija koji je pridonio niskoj magnetskoj zamjetljivosti ovih plovila. Osim toga trup je presvučen slojem gume koja smanjuje akustični potpis. Dužina u odnosu na širinu je 7:1 što ih čini iznimno pokretljivim za ovako veliku istisninu, uobičajeni odnos je 13:1.
| Obris podmornice |
| ---------------- |
|                  |

## Povijest
Projekt 941 razvijan je pod kodnim imenom Akula (Акула), što znači Morski pas, također poznat kao Typhoon što je NATO kodno ime ove klase podmornica. Ponekad dolazi do zabune u vezi s ovom klasom jer se ruski projekt 971 napadnih podmornica Shchuka-B (Щука-Б) za kojega NATO upotrebljava kodni naziv Akula. Klasa je razvijena kako bi parirala podmornicama klase Ohio koje su mogle nositi 192 nuklearne bojne glave, svaka snage 100 kT. U vrijeme projektiranja Akule sovjetske balističke rakete bile su znatno veće i teže od američkih (R-39 više je od dva puta teži od Tridenta I, što ga čini i danas najtežim balističkim projektilom) pa su podmornice u skladu s tim trebale biti znatno veće.
Izgrađeno je šest podmornica klase Akula. U početku su podmornice bile označene samo brojem na trupu. Kasnije su četiri podmornice koje je zadržala ruska mornarica imnovane po gradovima ili tvrtkama. Narudžba za sedmo plovilo (TK-210) je otkazana. Samo je prva izgrađena podmornica Dmitriy Donskoy, još uvijek u aktivnoj službi kao probna platforma novih raketa Bulava (SS-NX-32). Arkhangelsk (TK-17) i Severstal (TK-20) su još uvijek u službi iako trenutno nisu aktivne u Ruskoj mornarici. Svi projektili R-39 su povučeni iz službe. Akule su predviđene za zamjenu podmornicama klase Borej s početkom 2010. ili 2011. godine.
Krajem prosinca 2008. godine visoki mornarički časnik objavio je da dvije podmornice klase Akula TK-17 i TK-20, koje su u pričuvi neće biti naoružane projektilima sustava Bulava. Ipak, mogu biti preuređene za nošenje krstarećih projektila, polaganje mina ili za specijalne operacije. Krajem lipnja 2009. godine, zapovjednik mornarice, admiral Vladimir Vysocky novinarima je izjavio da će se podmornice sačuvati za moguće buduće popravke i modernizacije.
U svibnju 2010. godine zaovjednik mornarice objavio je da će podmornice klase Akula ostati u službi do 2019. godine.
Tijekom rujna 2011. godine, ruski ministar obrane odlučio je sve podmornice tipa Akula (Projekt 941) otpisati do 2014. godine. Razlozi otpisivanja najvećih svjetskih podmornica su proizašli iz sporazuma o smanjenju strateškog naoružanja i uspješnog ispitivanja podmornica klase Borej.
Ipak, prema drugim izvorima iz ruskog ministarstva obrane ovakva odluka nije donesena pa će podmornice prema tome ostati u službi. Podmornice TK-17 Arhangelsk i TK-20 Severstal neće se modernizirati kao nosači krstarećih projektila, nego će u službi ostati noseći prethodno naoružanje, projektile R-39. Prema admiralu Visockyu podmornice ove klase neće se povlačiti iz službe do daljnjega.

## Inačice

### Teretno plovilo zasnovano na klasiAkula
Podmornički teretnjak zamisao je koju je predložio Rubin Design Bureau u kojem Akula umjesto lansera projektila ima slobodan teretni prostor. Prijedlog je ozbiljno razmatran jer je zbog već postojeće platforme bio lakše ostvariv od drugih sličnih. Projektom predviđeni teretni prostor mogao bi primiti 15000 tona korisnog tereta.

## Jedinice
| #                      | Kobilica           | Porinuće                          | Primitak u službu  | Status                                                                                 |
| ---------------------- | ------------------ | --------------------------------- | ------------------ | -------------------------------------------------------------------------------------- |
| TK-208 Dmitriy Donskoy | 30. lipnja 1976.   | 27. rujna 1980.                   | 29. prosinca 1981. | U službi. Poboljšana na razinu projekta 941UM za upotrebu projektila Bulava (1 lanser) |
| TK-202                 | 22. travnja 1978.  | 23. rujna 1982.                   | 28. prosinca 1983. | Iz aktivne službe povučena tijekom lipnja 1999. godine, izrezana 2003. – 2005.         |
| TK-12, Simbirsk        | 19. travnja 1980.  | 17. prosinca 1983.                | 26. prosinca 1984. | Iz aktivne službe povučena tijekom 1996. godine, izrezana 2006. – 2008.                |
| TK-13                  | 23. veljače 1982.  | 30. travnja 1985.                 | 26. prosinca 1985. | Iz aktivne službe povučena tijekom 1997. godine, izrezana 2007. – 2009.                |
| TK-17 Arkhangelsk      | 9. kolovoza 1983.  | 12. prosinca 1986.                | 15. prosinca 1987. | U pričuvi od 2006. godine, tijekom 2012. ući će u službu prema web-stranici flot.com.  |
| TK-20 Severstal        | 27. kolovoza 1985. | 11. travnja 1988.                 | 19. prosinca 1989. | U pričuvi od 2006. godine, tijekom 2012. ući će u službu prema web-stranici flot.com.  |
| TK-210                 | 1986.              | 1990. (izrezana u brodogadilištu) |                    |                                                                                        |

## U medijima

### Crveni Oktobar
Najpoznatija podmornica klase Akula je stealth podmornica Red October (Crveni Oktobar), predložak Tom Clancyeve pripovijetke The Hunt for Red October (Lov na Crveni Oktobar) i filma iz 1990. godine Lov na Crveni Oktobar (film), sa Seanom Conneryem koji glumi izmišljenog kapetana Marka Ramiusa.
U pripovijetci, Crveni Oktobar je rabio dugačka okna na trupu s pogonskim sustavom zvanim tunelski ili gusjenični pogon. Dok se u filmu gusjenični pogon nazivao magnetskim hidrodinamičkim pogonom bez pokretnih dijelova. I u pripovijetci i u filmu pogon nazivaju skoro nečujnim; što je Crveni Oktobar učinilo savršenom platformom za lansiranje niskoletećih balističkih projektila na Sjedinjene Države.
U filmu se Crveni Oktobar predstavlja kao poboljšana inačica klase Akula, produljena trupa i s tegljenim sonarom.

## Vanjske poveznice
- NATO Code Names for submarines and ships
- Video of the Typhoon in Drydock & on Sea Trials  Arhivirana inačica izvorne stranice od 23. srpnja 2011. (Wayback Machine)
- Federation of American Scientists: Typhoon
- Haze Gray  Arhivirana inačica izvorne stranice od 26. ožujka 2002. (Wayback Machine)
- Nuclear Notebook - Russian Nuclear Forces, 2005, The Bulletin of the Atomic Scientists, March/April 2005.
- Rubin official site  Arhivirana inačica izvorne stranice od 10. ožujka 2006. (Wayback Machine)
- russianforces.org - Russian Navy
- globalsecurity.org
- Internal and external pictures from a Russian tourist
- Typhoon Class project details on Naval Technology